# Poggenhagen (Neustadt am Rübenberge)
Poggenhagen ist ein Ortsteil im Süden der Stadt Neustadt am Rübenberge in der Region Hannover in Niedersachsen.

## Geografie
Poggenhagen liegt im Süden von Neustadt und im Norden von Wunstorf. Westlich sind das Wunstorfer Moor sowie das Steinhuder Meer sowie der Fliegerhorst Wunstorf zu finden. Im Osten fließt die Leine am Ort vorbei.

## Geschichte
Erste urkundliche Erwähnung findet Poggenhagen in einem Vertrag vom 3. März 1336, in dem die Brüder Dietmar, Albrecht und Siegfried Dus ihre Äcker an Ludolf von Campen verpfänden. Der Ort ist bereits lange vorher unter den Grafen von Roden entstanden. Der Name „Poggenhagen“ ergibt sich aus Pogge (Frosch) und Hagen (Wald) zu Froschwald. Das heutige Poggenhagen entstand 1928 aus der Zusammenlegung der Dörfer Poggenhagen und Moordorf. Moordorf entstand  als Moorkolonie im Toten Moor. Die Bewohner stachen im Sommer Torf, betrieben Landwirtschaft und arbeiteten im Herbst und Winter auf dem Gut Poggenhagen.
In der Nachkriegszeit bestand hier das Flüchtlingsjugendlager Poggenhagen. Am 1. März 1974 wurde Poggenhagen in die Stadt Neustadt am Rübenberge eingegliedert.

## Politik

### Ortsrat
Der Ortsrat von Poggenhagen setzt sich aus fünf Ratsfrauen und vier Ratsherren zusammen. Im Ortsrat befinden sich zusätzlich 17 beratende Mitglieder.
Sitzverteilung:
- CDU: 5 Sitze
- SPD: 3 Sitze
- UWG-NRÜ: 1 Sitz

(Stand: Kommunalwahl 11. September 2016)

### Ortsbürgermeister
Die Ortsbürgermeisterin ist Monika Strecker (CDU). Ihr Stellvertreter ist Klaus Hendrian (SPD).

### Wappen
| Wappen von Poggenhagen | Blasonierung: „Im grünen Dreieckschild ein linksgewendeter, sitzender silberner Frosch in Seitenansicht; darunter ein bis über die beiden Schildränder hinausragendes Spruchband mit dem Namen Poggenhagen.“ |
| Wappen von Poggenhagen | Wappenbegründung: Das redende Wappen deutet mit dem Frosch auf den Namen „Pogge“ und der grüne Schild symbolisiert den Wald, der auf den Namen „Hagen“ hinweist.                                             |

## Kultur und Sehenswürdigkeiten

### Bauwerke
- Das Gut Harms wurde ab 1704 vom Hannoverschen Infanteriegeneral Christian Wilhelm von Campen als Rittergut errichtet und steht heute unter Denkmalschutz. Seit der Übernahme 2002 durch neue Besitzer wird die Anlage als KulturGut Poggenhagen e. V. der Öffentlichkeit und kulturellen Veranstaltungen zugänglich gemacht.[8]
- Die evangelische Bonifatius-Kirche an der Bonifatiusstraße wurde am 17. Dezember 1967 geweiht. Ihre Kirchengemeinde gehört zum Kirchenkreis Neustadt-Wunstorf.
- Die katholische Kirche St. Johannes Apostel befindet sich an der Schlesierstraße und ist nach dem Apostel Johannes benannt. Sie wurde 1969/70 errichtet, nach Entwürfen von Josef Fehlig[9] als Fertigteilkirche mit freistehendem Glockenturm ausgeführt, und im September 1970 geweiht. Die Kirche ist auch Garnisonskirche des an Poggenhagen grenzenden Fliegerhorstes Wunstorf und gehört zur Pfarrgemeinde St. Peter und Paul in Neustadt am Rübenberge.
- Die Friedhofskapelle ist am Alten Postweg zu finden, am Südrand von Poggenhagen.

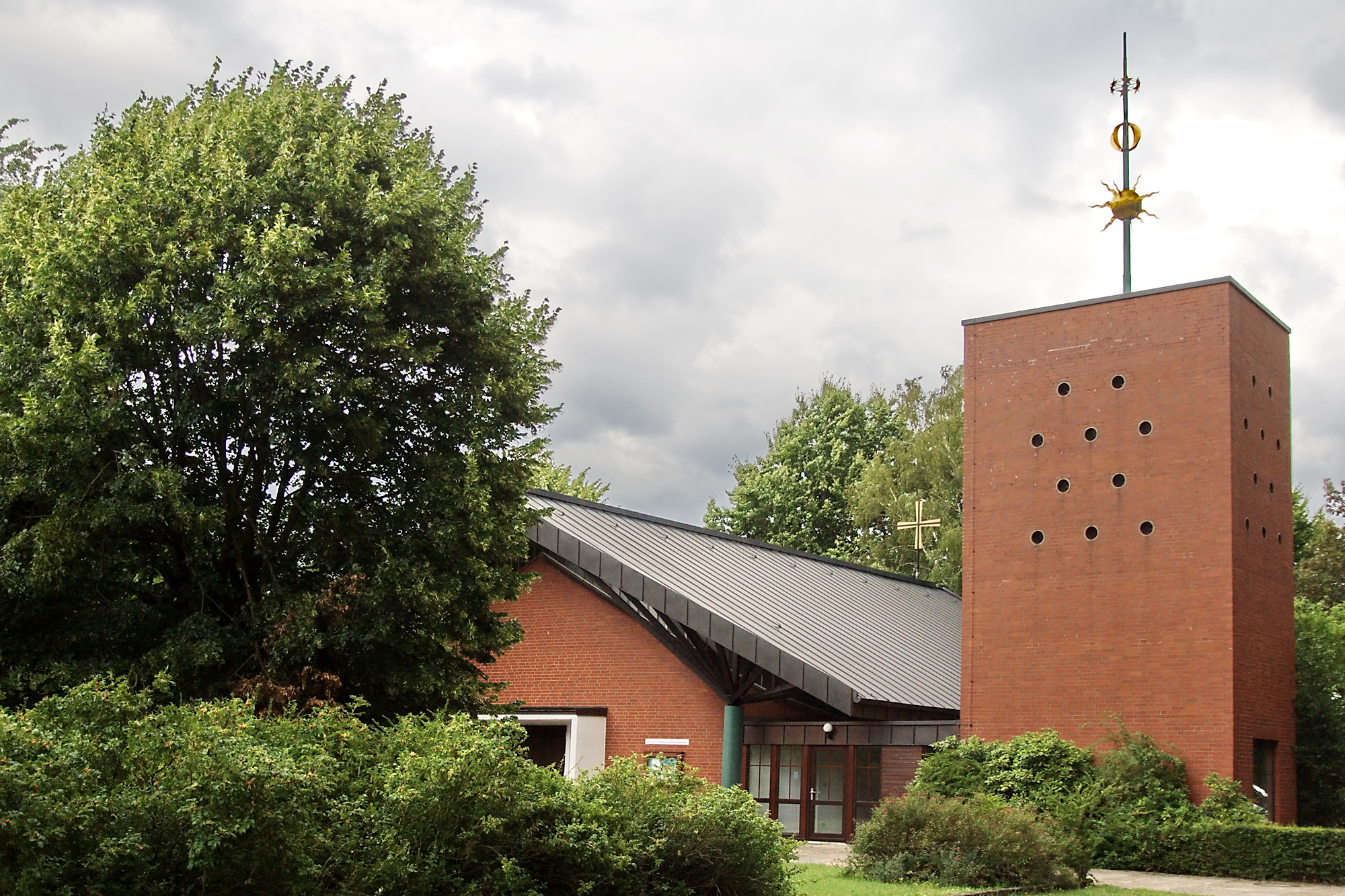
Bonifatius-Kirche (ev.-luth.)
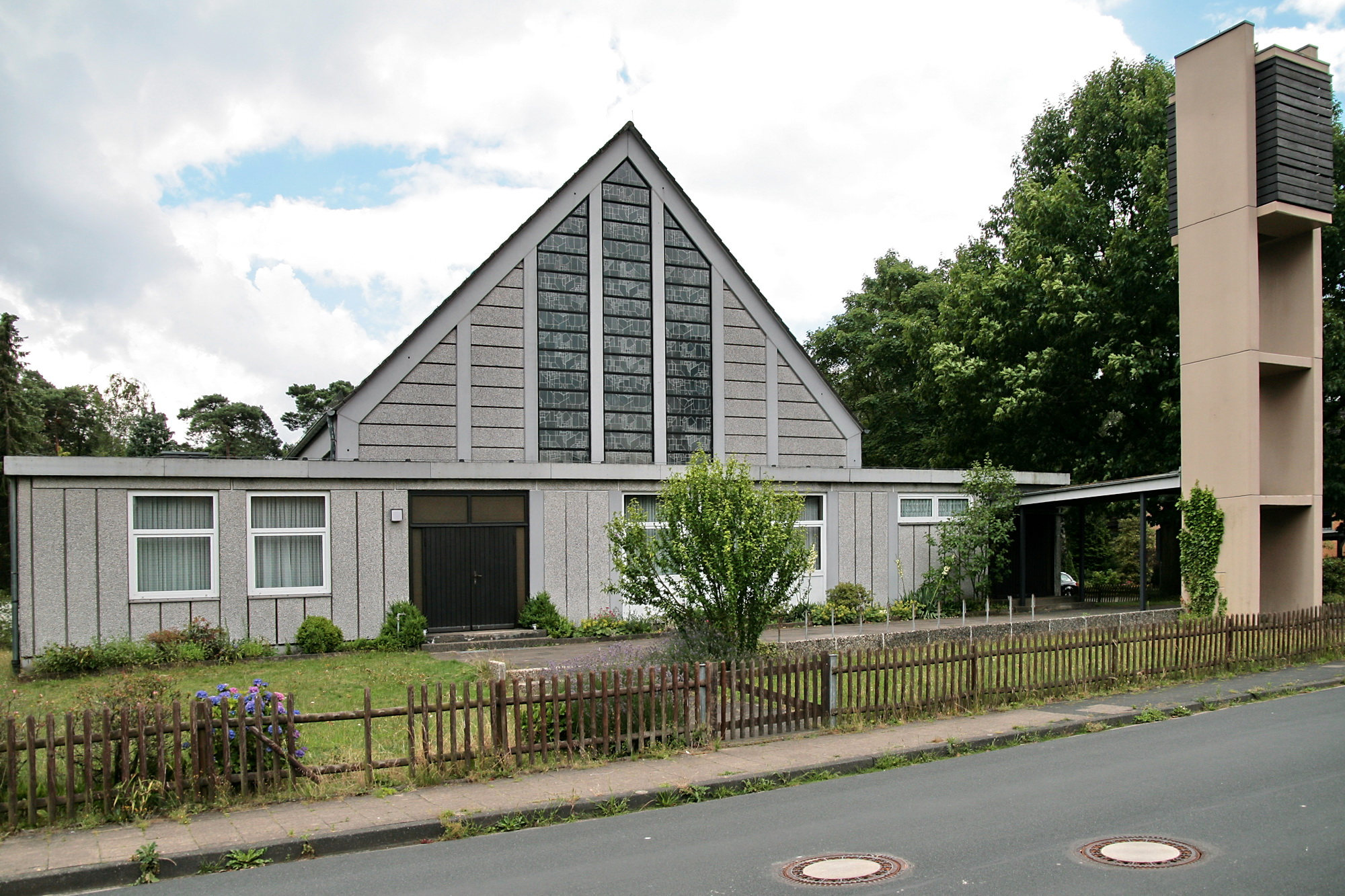
St.-Johannes-Kirche (kath.)

## Wirtschaft und Infrastruktur

### Unternehmen
Das Werk zur Produktion von Dämmstoffen der Saint-Gobain Rigips wurde Anfang 2016 geschlossen. Lediglich der Vertrieb und die Auftragsabwicklung für Norddeutschland blieben weiter in Poggenhagen ansässig.

### Verkehr
Seit 1908 hat der Ort einen Bahnhof an der Hauptstrecke Bremen–Wunstorf–Hannover, der im Stundentakt von der S-Bahn Hannover bedient wird.
| Linie | Verlauf | Takt   | Betreiber         |
| ----- | --- | ------ | ----------------- |
| S 2   | Nienburg (Weser) – Linsburg – Hagen (Han) – Eilvese – Neustadt am Rübenberge – Poggenhagen – Wunstorf – Dedensen-Gümmer – Seelze – Letter – Hannover-Leinhausen – Hannover-Nordstadt – Hannover Hbf – Hannover Bismarckstraße – Hannover-Linden/Fischerhof – Hannover-Bornum – Empelde – Ronnenberg – Weetzen – Lemmie – Wennigsen (Deister) – Egestorf (Deister) – Kirchdorf (Deister) – Barsinghausen – Winninghausen – Bantorf – Bad Nenndorf – Haste (Han) Stand: Fahrplanwechsel Juni 2022 | 60 min | Transdev Hannover |

Drei Buslinien und ein Rufbus des Großraum-Verkehrs Hannover stellen die Naherschließung sicher.
Die Bundesstraße 442 führt durch Poggenhagen und verbindet den Ort mit dem Stadtzentrum von Neustadt.

## Persönlichkeiten
Personen, die mit dem Ort in Verbindung stehen
- Wilhelm Dewitz von Woyna (1857–1930), Verwaltungsjurist, königlich-preußischer Landrat und Gutsherr in Poggenhagen
- Hildegard von Rheden (1895–1987), DRP-Politikerin und Mitglied des Niedersächsischen Landtages, Tochter des Poggenhagener Gutsherren Wilhelm Dewitz von Woyna